# Roland Bainton
Roland Herbert Bainton (* 30. März 1894 in Ilkeston Derbyshire, England; † 13. Februar 1984 in New Haven, Connecticut, USA) war ein US-amerikanischer protestantischer Theologe, Kirchenhistoriker und Hochschullehrer an der Yale University. Der Schwerpunkt seiner Forschungen umfasste das Zeitalter der Reformation. Die zwei Here I stand und Church of our Fathers seiner über dreißig Publikationen erreichten eine Auflage von über einer Million Exemplaren.

## Leben
Bainton war ein Sohn des englischen kongregationalisten Pastors und Pazifisten Jame Herbert Bainton und seiner Frau Charlotte Blackham. 1898 zogen sie nach Vancouver in British Columbia an der Westküste Kanadas. Vier Jahre später ließen sie sich in Colfax im Bundesstaat Washington nieder.
Bainton errang 1914 den Titel A.B. am Whitman College in Walla Walla, Washington, und studierte anschließend an der Yale University in New Haven an der Ostküste. Dort erreichte er 1917 den Rang des Bachelor of Divinity und wurde 1921 in semitischen Sprachen und hellenistischem Griechisch promoviert. Bereits ab 1920 war er an der Yale-Universität als Dozent für Kirchengeschichte und Neues Testament tätig. 1923 wurde er zum Assistant Professor ernannt. Seine Dissertation wurde unter dem englischen Titel Basilidian Chronology and New Testament Interpretation publiziert. 1926 erhielt er ein Guggenheim Fellowship-Stipendium, das er für Forschungen und Studien zur Religionsfreiheit während der Reformationszeit in Schweizer Archiven nutzte. 1927 wurde er auch als kongregationalistischer Pfarrer ordiniert. 1932 wurde er als Associate-Professor eingesetzt. 1935 bis 1962 hielt er die Titus Street-Professur der Kirchengeschichte an der Yale Divinity School inne.
Auch nach seiner Emeritierung 1962 verfasste Bainton etliche Bücher zur Kirchengeschichte und hielt Vorlesungen bis ins Jahr 1983. Viele seiner Bücher enthalten Illustrationen aus seiner Sammlung von Zeichnungen, Holzschnitten und Stichen aus dem Mittelalter und der Renaissance. Als überzeugter Pazifist war er auch mit der Geschichte der Täufer und weiterer unkonventioneller Figuren und Bewegungen der Reformationszeit vertraut, die er als linken Flügel der Reformation bezeichnet hatte.

## Privates
Bainton war seit dem 8. Juni 1921 mit der Quäkerin Ruth Mae Woodruff verheiratet. Nach dem Abschluss des theologischen Seminars übte er nie das Amt eines Pfarrers aus. Zu Beginn des Ersten Weltkriegs näherte er sich der Society of Friends und unterstützte deren Abteilung des Amerikanischen Roten Kreuzes in Frankreich.

## Auszeichnungen und Preise
- 1954: Fellow der American Academy of Arts and Sciences, Manhattan, New York City.
- 1960: Korrespondierendes Mitglied der Heidelberger Akademie der Wissenschaften.
- 1970: Wilbur Cross Medal der Yale University.[5]
- 1973: Korrespondierendes Mitglied der British Academy.[6]
- Doctor of Divinity Honoris causa des Meadville Theological Seminary, Chicago, Illinois.
- desgleichen des Oberlin College, Oberlin (Ohio).
- Doctor Theologiae h. c. der Universität Marburg.
- Litt.D. h. c. des Gettysburg College, Gettysburg, Pennsylvania, USA.

## Erinnerung
Die Sixteenth Century Society and Conference vergibt zur Erinnerung an Baintopn jährlich den Roland H. Bainton Prize in den Kategorien Art and Music History, History/Theology, Literature und Reference Works.

## Veröffentlichungen (Auswahl)
- Concerning Heretics: Whether they are to be persecuted and how they are to be treated. A collection of the opinions of learned men both ancient and modern. An anonymous work attributed to Sebastian Castellio […]. Columbia University Press, New York 1935.
- David Joris, Wiedertäufer und Kämpfer für Toleranz im 16. Jahrhundert. M. Heinsius Nachf., Leipzig 1937.
- Bernardino Ochino, esule e riformatore senese del Cinquecento 1487–1563. Sansoni, Florenz 1940, Reihe La Nuova Italia.
- The Church of Our Fathers.
- Here I Stand: A Life of Martin Luther. Abingdon Press, Nashville, Tennessee, USA 1950; Neuauflage 1991, ISBN 0-687-16895-3.
  - deutsch von Hermann Dörries: Martin Luther. Rebell für den Glauben. Vandenhoeck & Ruprecht, Göttingen 1980, ISBN 3-525-63341-6.
  - als Heyne-Taschenbuch, München 1983, ISBN 3-453-55105-4.
- The Reformation of the Sixteenth Century. The Beacon Press, Boston, Massachusetts, USA 1952, ISBN 0-8070-1301-3.
  - erweiterte Neuauflage 1985: The Beacon Press, Boston, Massachusetts, USA.
- Hunted Heretic: The Life and Death of Michael Servetus, 1511–1553; with a New Foreword by the Author. The Beacon Press, Boston 1960.
- Christian Attitude Toward War and Peace. A Critical Survey and a Critical Reevaluation. Abingdon Press, Nashville/New York City 1960.
- Christian Unity and Religion in New England. The Beacon Press, Boston, Massachusetts, USA 1964.
- Erasmus of Christendom. Charles Scribner & Sons, New York City, USA 1969.
  - Neuauflage: Hendrickson Publishers, 2016, ISBN 978-1-619703278.
  - Erasmus. Reformer zwischen den Fronten. Vandenhoeck & Ruprecht, Göttingen 1972, ISBN 3-525-63302-5.
- Women of the Reformation in Germany and Italy. Augsburg, Minneapolis 1971.
- The Travail of Religious Liberty. Nine Biographical Studies. Archon Books, Hamden, Connecticut, USA 1971, ISBN 0-208010858.
- Women of the Reformation in France and England. Beacon Press, Boston, Massachusetts, USA 1973, ISBN 0-8070-5649-9.
  - Frauen der Reformation. Von Katharina von Bora bis Anna Zwingli. Gütersloher Verlags-Haus, Gütersloh 1. Auflage 1995, ISBN 3-579-01442-0.

in Zeitschriften
- The Left Wing of the Reformation. In: The Journal of Religion, Jahrgang 21 (1941), Nr. 2, S. 124–134.